# Jekatěrina Golubeva
Jekatěrina Nikolajevna Golubeva (rusky Екатерина Никола́евна Голубева; 9. října 1966 Leningrad – 14. srpna 2011 Paříž) byla ruská herečka. Před zahájením herecké kariéry pracovala jako modelka v módním domě v Leningradu a také se věnovala psaní poezie. Jejím manželem byl litevský režisér Šarūnas Bartas, hrála například v jeho filmech Trys dienos (1992) a Koridorius (1994). Je také spoluautorkou scénáře jeho filmu Namai (1997). Mezi další filmy, ve kterých hrála, patří například Pola X (1999) nebo Twentynine Palms (2003). Po rozvodu s Bartasem se přestěhovala do Francie, kde žila až do své smrti. Zemřela v roce 2011 ve svých čtyřiačtyřiceti letech. Měla tři děti se třemi různými muži – syna Dmitrije (* 1987) se svým prvním ruským manželem, dceru Inu (* 1996) s Bartasem a další dceru Nastiu (* 2005) s Leosem Caraxem. Leos Carax jí věnoval svůj film Holy Motors (2012). Bartas použil archivní záběry Golubevy ve svém snímku Spočinout jen ve snu (2015). V roce 2016 o ní Natalija Ju natočila dokumentární film I Am Katya Golubeva.

## Filmografie
| Rok  | Název                         | Role           | Poznámky                              |
| ---- | ----------------------------- | -------------- | ------------------------------------- |
| 1984 | Graždaně Vselennoj            |                |                                       |
| 1985 | Naučis tancevať               | Larisa         |                                       |
| 1987 | Pohádka o zamilovaném malíři  | Kaťuša         |                                       |
| 1987 | Skazka o gromkom barabane     |                |                                       |
| 1992 | Tri dňa                       |                |                                       |
| 1993 | Měsť šuta                     |                |                                       |
| 1994 | Solina                        | Solina         | Krátkometrážní film                   |
| 1994 | Nechce se mi spát             | Daiga          |                                       |
| 1995 | Koridorius                    |                |                                       |
| 1995 | Pribytije pojezda             |                |                                       |
| 1996 | Few of Us                     |                |                                       |
| 1996 | Sur place                     |                |                                       |
| 1997 | Namai                         |                | Spoluautorka scénáře, nikoliv herečka |
| 1997 | Sans titre                    |                | Krátkometrážní film                   |
| 1999 | Pola X                        | Isabelle       |                                       |
| 1999 | L'âme-soeur                   |                | Krátkometrážní film                   |
| 2003 | Twentynine Palms              | Katja          |                                       |
| 2004 | L'intrus                      | ruská žena     |                                       |
| 2006 | 977                           | Tamara         |                                       |
| 2007 | Essai 135                     | vypravěčka     | Krátkometrážní film, pouze hlas       |
| 2008 | Il dit qu'il est mort…        | žena           | Krátkometrážní film                   |
| 2009 | American Widow                | cestující žena |                                       |
| 2010 | Kotorogo ně bylo              |                |                                       |
| 2011 | L'invention des jours heureux | Olga           | Krátkometrážní film                   |
| 2012 | Dům s věžičkou                | nemocná matka  |                                       |
| 2015 | Spočinout jen ve snu          |                | Pouze archivní záběr                  |